# 石井義彦
石井 義彦（いしい よしひこ、1927年〈昭和2年〉9月7日 - 2012年〈平成24年〉7月12日）は、昭和から平成時代の政治家。実業家。佐賀県武雄市長。

## 経歴
佐賀県出身。旧制佐賀高等学校卒業。
1950年（昭和25年）蓬莱商事に入社、のち社長となり1970年（昭和45年）まで務めた。1963年（昭和38年）より武雄市議会議員2期、1970年（昭和45年）武雄市収入役、1974年（昭和49年）助役、1979年（昭和54年）より佐賀県議会議員を2期務め、1986年（昭和61年）から武雄市長に3選。1998年（平成10年）引退した。
2012年〈平成24年〉7月12日午前1時25分、脳幹梗塞のため武雄市内の病院で死去、84歳。死没日をもって旭日中綬章追贈、正五位に叙される。